# Hàm Cần
Hàm Cần là một xã thuộc huyện Hàm Thuận Nam, tỉnh Bình Thuận, Việt Nam.
Hành chính xã có 3 thôn gồm: thôn 1, thôn 2 và thôn 3; trung tâm hành chính xã nằm ở thôn 2.
Xã Hàm Cần có diện tích 122,53 km², dân số năm 1999 là 2096 người, mật độ dân số đạt 17 người/km².